# Mörby station
Mörby station är sedan år 1906 en station på Roslagsbanan, i stadsdelen Mörby i Danderyds kommun. Den nuvarande hållplatsen är belägen söder om banans viadukt över Föreningsvägen, från vilken den nås via trappor. Stationen har sidoplattformar. I anslutning till plattformen för norrgående tåg finns en mindre bussterminal för SL:s blåbusslinjer 176, 177 och 178. Det är cirka 400 meters gångväg till Danderyds sjukhus. Således är det möjligt att byta mellan Roslagsbanan och tunnelbanan i Mörby (tunnelbanans station Danderyds sjukhus, inte station Mörby centrum som ligger längre bort)
Roslagsbanans verkstäder för underhåll av fordon, Mörby verkstäder, ligger sedan 1907 strax söder om hållplatsen. Samtliga byggnader inom Mörby verkstäder har år 2003 av Danderyds kommun klassats som "värdefulla".

## Galleri

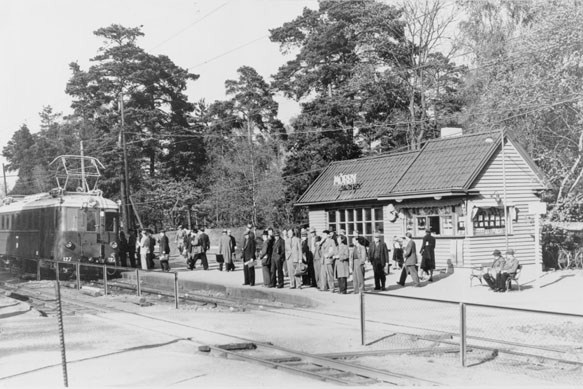
Mörby station, 1950-tal
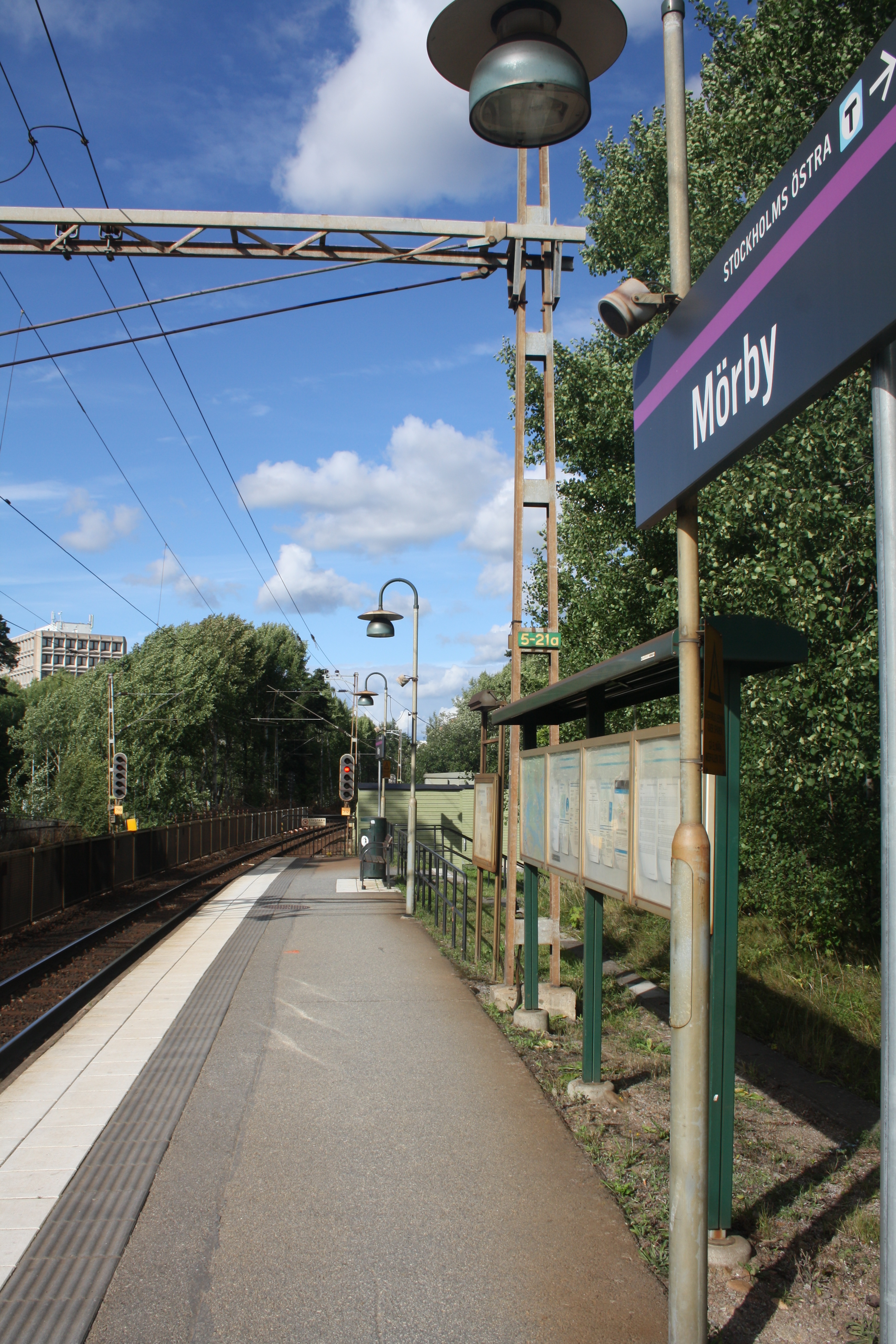
Perrongen
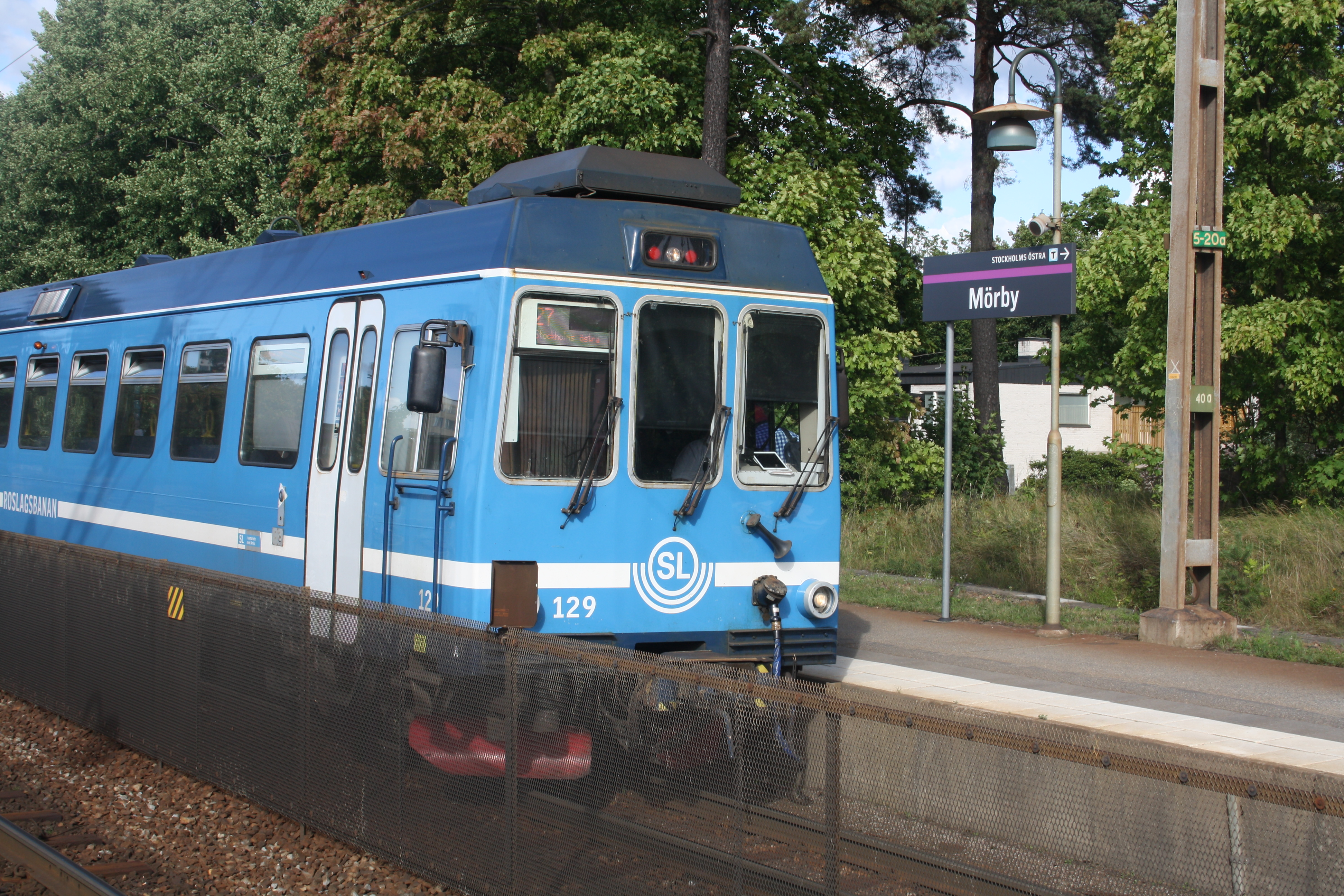
Roslagsbanans tåg stannar på stationen
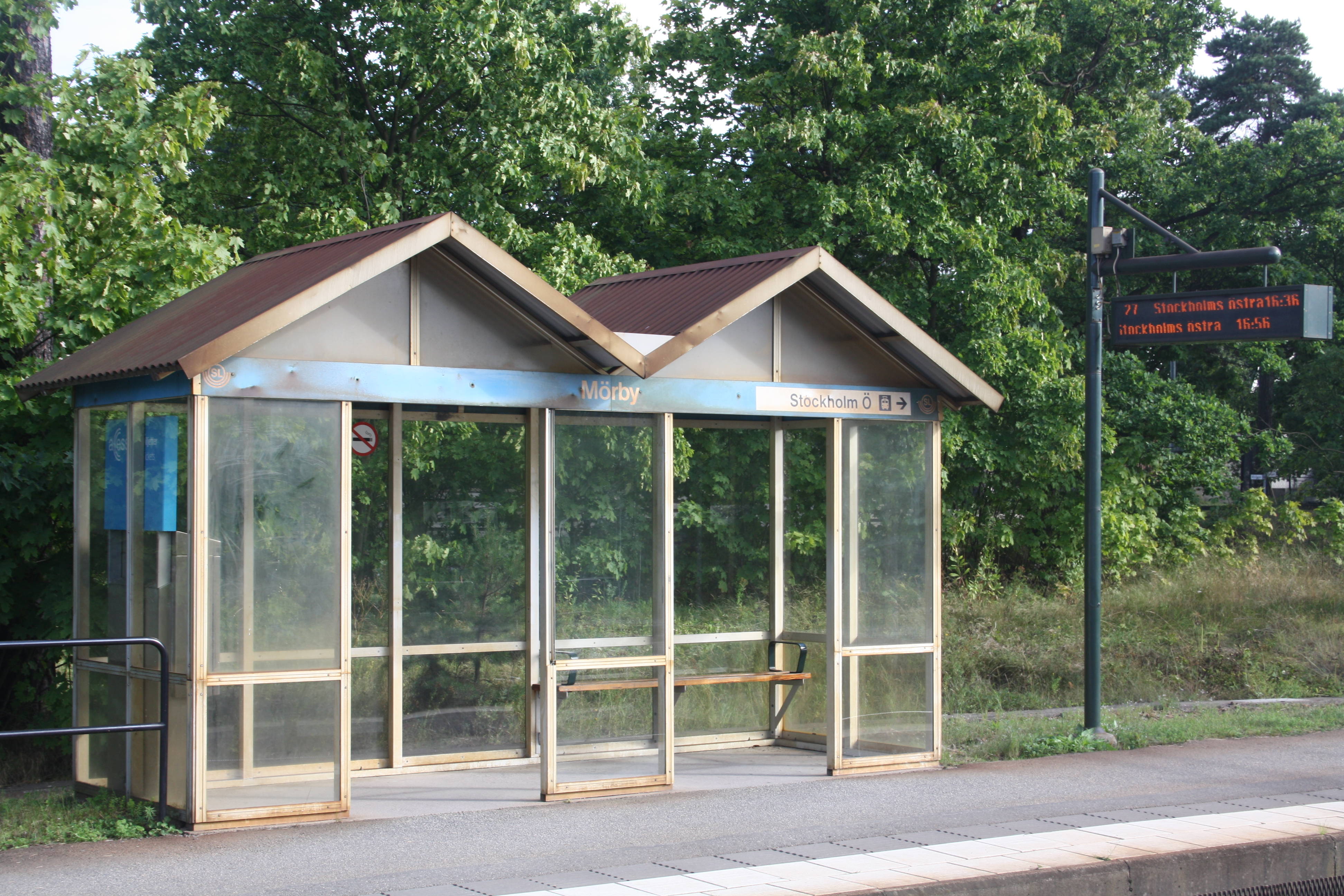
Väntkur